# České ligy ledního hokeje žen 2022/2023
V Česku hrálo v sezóně 2022/2023 ligu žen ledního hokeje 18 týmů. Soutěž žen prošla před zahájením sezóny reorganizací a nově byly týmy rozděleny do dvou výkonnostních kategorií - Extraliga žen a 1. liga žen. Extraligu žen hrály čtyři týmy čtyřkolově každý s každým. Nižší 1. liga žen byla rozdělena na dvě skupiny (A Čechy a B Morava) po sedmi týmech, kde hrál tříkolově každý s každým. 2. liga žen byla zrušena.
O titul po základní části hrály všechny čtyři týmy Extraligy systémem playoff. První tým 1. ligy skupiny A i B získal automaticky nárok startovat příští sezónu v Extralize žen.
Titul obhájil, stejně jako v předchozím ročníku, tým HC Příbram.

## Extraliga žen
V Extralize žen každý tým odehrál 12 utkání. V playoff hrál první tým se čtvrtým ze základní skupiny a druhý tým se třetím na dvě vítězná utkání. Vítězné týmy hrály fiále o titul Mistra České republiky.
| P  | Tým                      | Z  | V  | VP | PP | P  | Skóre  | B  |
| -- | ------------------------ | -- | -- | -- | -- | -- | ------ | -- |
| 1. | HC Příbram               | 12 | 12 | 0  | 0  | 0  | 109:11 | 36 |
| 2. | HC 2001 Kladno           | 12 | 6  | 0  | 0  | 6  | 45:39  | 18 |
| 3. | HC FALCONS SOKOL Karviná | 12 | 6  | 0  | 0  | 6  | 55:40  | 18 |
| 4. | HC Litvínov              | 12 | 0  | 0  | 0  | 12 | 6:125  | 0  |

#### Semifinále[3]
HC Litvínov - HC Příbram 0:2 na zápasy
- HC Příbram - HC Litvínov 14:0 (6:0, 4:0, 4:0)
- HC Litvínov - HC Příbram 0:19 (0:10, 0:3, 0:6)

HC 2001 Kladno - HC FALCONS SOKOL Karviná 1:2 na zápasy
- HC 2001 Kladno - HC FALCONS SOKOL Karviná 6:5 (1:2, 2:1, 3:2)
- HC FALCONS SOKOL Karviná - HC 2001 Kladno 5:1 (2:0, 1:1, 2:0)
- HC 2001 Kladno - HC FALCONS SOKOL Karviná 0:5 (kontumace)

#### O 3. místo
HC Litvínov - HC 2001 Kladno 0:2 na zápasy
- HC 2001 Kladno - HC Litvínov 19:2 (6:0, 6:1, 7:1)
- HC Litvínov - HC 2001 Kladno 2:9 (2:2, 0:4, 0:3)

#### Finále
HC FALCONS SOKOL Karviná - HC Příbram 0:2 na zápasy
- HC Příbram - HC FALCONS SOKOL Karviná 4:2 (1:2, 2:0, 1:0)
- HC FALCONS SOKOL Karviná - HC Příbram 0:6 (0:2, 0:3, 0:1)

## 1. liga žen skupina A
Ve skupině A v 1. lize žen hrálo sedm týmů systémem třikrát každý s každým. Vítězem skupiny se stal tým HC Berounské Lvice, který automaticky postoupil do Extraligy žen pro příští sezónu.
| P  | Tým                                | Z  | V  | VP | PP | P  | Skóre  | B  |
| -- | ---------------------------------- | -- | -- | -- | -- | -- | ------ | -- |
| 1. | HC Berounské Lvice                 | 17 | 15 | 0  | 0  | 0  | 126:59 | 45 |
| 2. | HC Roudnice nad Labem              | 18 | 14 | 1  | 0  | 3  | 125:46 | 44 |
| 3. | HC Energie Karlovy Vary            | 17 | 9  | 0  | 3  | 5  | 90:55  | 30 |
| 4. | TJ Bílí Tygři Liberec              | 18 | 9  | 1  | 0  | 8  | 99:85  | 29 |
| 5. | HC TJ Tesla Centralplast Pardubice | 18 | 7  | 2  | 0  | 9  | 87:89  | 25 |
| 6. | HC Děčín                           | 18 | 4  | 0  | 1  | 13 | 58:114 | 13 |
| 7. | HC Kobra Praha                     | 18 | 0  | 0  | 0  | 18 | 18:155 | 0  |

## 1. liga žen skupina B
Ve skupině B v 1. lize žen hrálo sedm týmů systémem třikrát každý s každým. Vítězem skupiny se stal tým HC Bobři Valašské Meziříčí, který automaticky postoupil do Extraligy žen pro příští sezónu.
| P  | Tým                        | Z  | V  | VP | PP | P  | Skóre  | B  |
| -- | -------------------------- | -- | -- | -- | -- | -- | ------ | -- |
| 1. | HC Bobři Valašské Meziříčí | 18 | 16 | 0  | 0  | 2  | 121:39 | 48 |
| 2. | HC Lvi Břeclav             | 18 | 16 | 0  | 0  | 2  | 127:34 | 48 |
| 3. | Hokejový klub Opava        | 18 | 10 | 0  | 0  | 8  | 78:60  | 30 |
| 4. | HC Uničov                  | 18 | 8  | 0  | 1  | 9  | 91:52  | 25 |
| 5. | WHC Valkyries Brno         | 18 | 7  | 1  | 0  | 10 | 69:73  | 23 |
| 6. | HC Blansko                 | 18 | 4  | 0  | 0  | 14 | 60:142 | 12 |
| 7. | HC REBELS 2017 Prostějov   | 18 | 1  | 0  | 0  | 17 | 37:183 | 3  |